# Mandola
Una mandola és un instrument de corda pinçada que es toca amb un plectre; va donar origen i pertany a la família de la mandolina, tot i que és més gran i està afinada una quinta més baixa. Té quatre parelles de cordes. Les notes de la parella més aguda fins a la parella més greu són : la, re, sol, do.
Té doncs respecte a la mandolina la mateixa relació que viola alta (afinada com la mandola) té respecte al violí (afinat com la mandolina).
Això vol dir també que les tres cordes més agudes de la mandola (la, re, sol) són afinades com les tres cordes més greus de la mandolina a les que s'hi afegeix una corda més greu (un do).